# Paula Badosa
Paula Badosa Gibert (født 15. november 1997 i New York City, USA) er en professionel tennisspiller fra Spanien.